# Christian Rio
Christian Rio est un ancien pilote français de rallyes.

## Biographie
Il fut pilote officiel de l'écurie Citroën en Championnat du monde des rallyes, durant les années 1980 (1983 et 1984).
Son meilleur résultat en WRC a été une 11e place au rallye de l'Acropole, en 1983 sur Citroën Visa Chrono.
Il fut lauréat du Trophée Total Citroën Visa en 1981.
Il remporta également le Rallye Castine en 1985, et la même année les 24 Heures de Chamonix avec Maurice Chaumat sur Citroën Visa 1000 pistes.